# Hussein Fatal
Pour les articles homonymes, voir Fatal.
Hussein Fatal, de son vrai nom Bruce Edward Washington Jr., né le 3 avril 1973 à Montclair (New Jersey) et mort le 10 juillet 2015 dans le Comté de Banks (Géorgie), est un rappeur et acteur américain, ancien membre des Outlawz, groupe de 2Pac.

## Biographie

### Jeunesse et débuts
Fatal est né Bruce Edward Washington, Jr. à Montclair, dans le New Jersey le 3 avril 1973. Fatal se lance dans le rap et à vendre de la drogue très jeune, alors qu'il fréquente la même école qu'un autre membre des Outlawz, Yafeu Fula, mieux connu sous son nom de scène, Yaki Kadafi. Fula informe son ami Washington qu'il connaît personnellement Tupac Shakur, mais Washington ne le croit pas jusqu’à ce que la mère de Fula l'informe qu'ils allaient visiter Shakur en prison. Lorsqu'ils lui rendent visite en prison, Washington réalise un freestyle pour Shakur. Shakur, satisfait des capacités lyriques de Washington, décide rapidement de l'ajouter à son groupe de hip-hop nouvellement créé en 1995, Outlaw Immortalz. En rapport avec le thème Tyrant du nom du groupe Outlaw Immortalz, Shakur attribue à Washington le nom de scène Hussein Fatal, d'après le nom du président irakien Saddam Hussein[réf. nécessaire]. 
En février 1996, Fatal fait ses débuts sur le double album de Tupac, All Eyez on Me, spécifiquement sur les titres All Bout U et When We Ride, ; l'album est certifié quintuple disque de platine par la Recording Industry Association of America (RIAA), et classé premier du Billboard 200. En juin 1996, Washington participe sur le titre Hit 'Em Up,. La chanson est largement considérée par la communauté hip-hop américaine comme le plus grand clash jamais enregistré, en raison de la violence des paroles de Shakur et ses collègues à l'égard de leurs concurrents. Washington interprète le second couplet du titre, faisant des remarques désobligeantes envers les rivaux de Shakur, The Notorious B.I.G., Puff Daddy et le groupe Junior M.A.F.I.A..
Le 7 septembre 1996, Shakur est grièvement blessé dans une fusillade à Las Vegas, souffrant de quatre blessures par balles. Il est transporté au Southern Nevada University Medical Center, mais succombe à ses blessures près d'une semaine plus tard, le 13 septembre 1996, à l'âge de 25 ans. Washington retourne dans le New Jersey la veille de la fusillade pour assister à une audience au tribunal. Après la mort de Shakur, Yaki Kadafi retourne également dans le New Jersey.

### Murder Inc. Records
En 2003, Washington s'associe avec Ja Rule. En novembre 2003, ce dernier publie son cinquième, Blood In My Eye dans lequel Fatal fait quelques apparitions, en particulier sur les chansons The Life, It's Murda (Freestyle), The Wrap (Freestyle), et Blood In My Eye. En 2007, il participe au titre Gangsta Party, Pt. 2 extrait de l'album Gangsta Party de Daz Dillinger, classé 82e des R&B Albums.
En 2010, Hussein se réunit de nouveau avec Outlawz. Il fonde entretemps son propre label, Thugtertainment, sur lequel il continue à publier des mixtapes jusqu'à sa mort. Washington participe également aux mixtapes des Outlawz, Killuminati 2K10, publiée en 2010, et Killuminati 2K11 publiée en 2011. Il participe également à leur album, Perfect Timing, publié en septembre 2011. En 2013, il annonce un nouvel album intitulé The Interview pour février avec un premier single, All Audio No Video.

### Décès
Fatal meurt le 10 juillet 2015, à la suite d'un accident de voiture près d'Atlanta, dans le Comté de Banks (Géorgie),,. Sa compagne, qui conduisait le véhicule, est jugée pour délit de conduite en état d'ébriété, homicide au volant d'un véhicule, et conduite dangereuse. Il laisse derrière lui ses trois filles, sa mère Cheryl Perkins, son père Bruce Washington, Sr. et ses 11 frères et sœurs,. Les nouvelles de son décès parviennent grâce à Napoleon, ancien membre d'Outlawz, sur Facebook. E.D.I. Mean et Young Noble, également d'Outlawz, tweetent un lien vers une page GoFundMe afin d'aider la famille de Fatal à subvenir aux dépenses funéraires.

## Discographie

### Albums studio
- 1998 : In the Line of Fire
- 2002 : Fatal
- 2009 : Born Legendary
- 2013 : The Interview: It's Not A Gimmick 2 Me
- 2015 : Ridin' All Week On 'Em
- 2018 : Legendary Status

### Albums collaboratifs
- 2007 : Thug In Thug Out (avec Young Noble)
- 2010 : Outkasted Outlawz (avec Nutt-So)
- 2010 : Killuminati 2k10 (avec Outlawz)
- 2011 : Killuminati 2k11 (avec Outlawz)
- 2011 : Perfect Timing (avec Outlawz)

### Mixtapes
- 2003 : Fatalveli Vol. 1
- 2004 : Fatalveli Vol. 2
- 2006 : Section 8: Hustlin' in Front of Housing
- 2007 : 1090 Official
- 2007 : New Jersey D.O.C
- 2007 : Fatalveli Point 50
- 2007 : Hussein Fatal pres: New Jersey D.O.C
- 2008 : Thugtertainment pres: Essex County Kings hosted by Dj Trigga
- 2008 : Thugtertainment pres: No Way Out
- 2008 : Hussein Fatal pres: New Jersey D.O.C Vol. 2
- 2008 : Thugtertainment pres: YAS - The Getaway
- 2008 : Makaveli Soldiers
- 2009 : Thugtertainment Soldiers
- 2009 : Hussein Fatal pres: Thugtertainment Soldiers
- 2009 : Thugtertainment pres: Pain Muzik
- 2009 : Thugtertainment pres: Ali Bang - Look at Me Now
- 2009 : Hussein Fatal pres: Slim da Monsta
- 2009 : Hussein Fatal pres: New Jersey D.O.C Vol. 3
- 2009 : New Jersey Giant hosted by Nu Jerzey Devil
- 2009 : Trouble

## Filmographie
- 2002 : Outlawz: World Wide
- 2003 : Eyes On Hip Hop - The Chronicle Vol.1
- 2003 : Beef
- 2004 : All Access Vol.5
- 2008 : Smooth, Game Is Dead
- 2008 : Cash Rules